# Chiesa di Sant'Anna (Deruta)
La chiesa di Sant'Anna è un edificio sacro di Deruta, in provincia di Perugia. Venne costruita nel secolo XV, fu ristrutturata interamente nel settecento ed è stata restaurata nel 1931.

## Descrizione

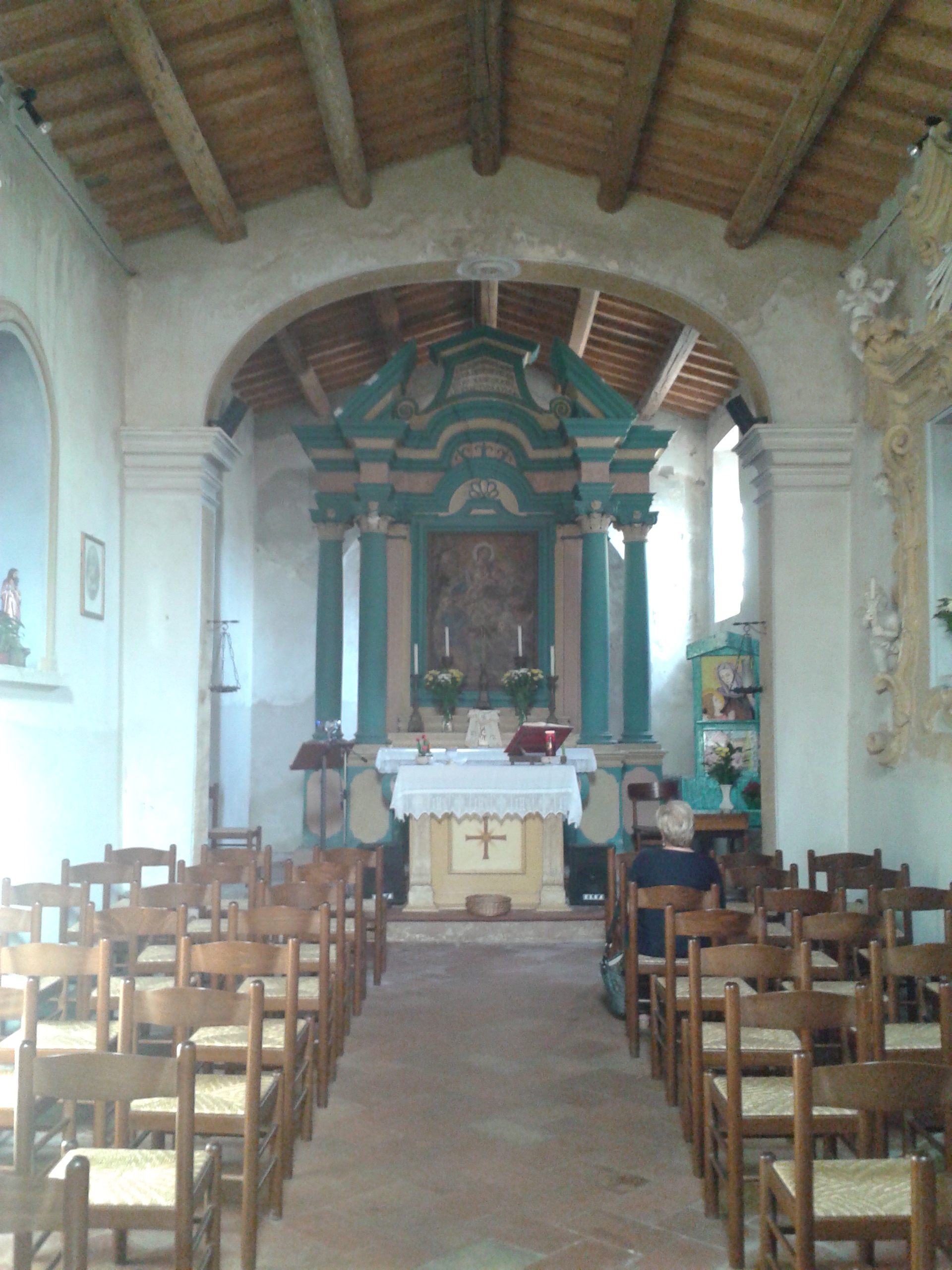
Interno della chiesa

La facciata è molto sobria e nel finestrone centrale vi è una vetrata raffigurante Sant'Anna e la Vergine.
La facciata è sovrastata da un piccolo campanile a vela di ferro battuto, particolare nel suo genere.
L'interno è ad un'unica navata e contiene un altare e due nicchie laterali. Quello maggiore ospita una tela del 1744 di Anton Maria Garbi raffigurante la Madonna col Bambino, Sant'Anna, San Gioacchino e San Francesco. L'altare fu eseguito, come dice l'iscrizione sulla sommità, per ringraziare Sant'Anna per una "sterilitas fecundata" dai devoti Felice e Carlo Tiratelli, ovvero per la nascita di Luigi, figlio di Felice. Di particolare interesse è la nicchia laterale destra, attorniata da una mostra barocca in stucco con degli angioletti.
Di fronte alla chiesa si trova, inglobata in un edificio, una nicchia con un affresco rovinatissimo dell'inizio del XV sec. raffigurante la Madonna col Bambino tra due santi.

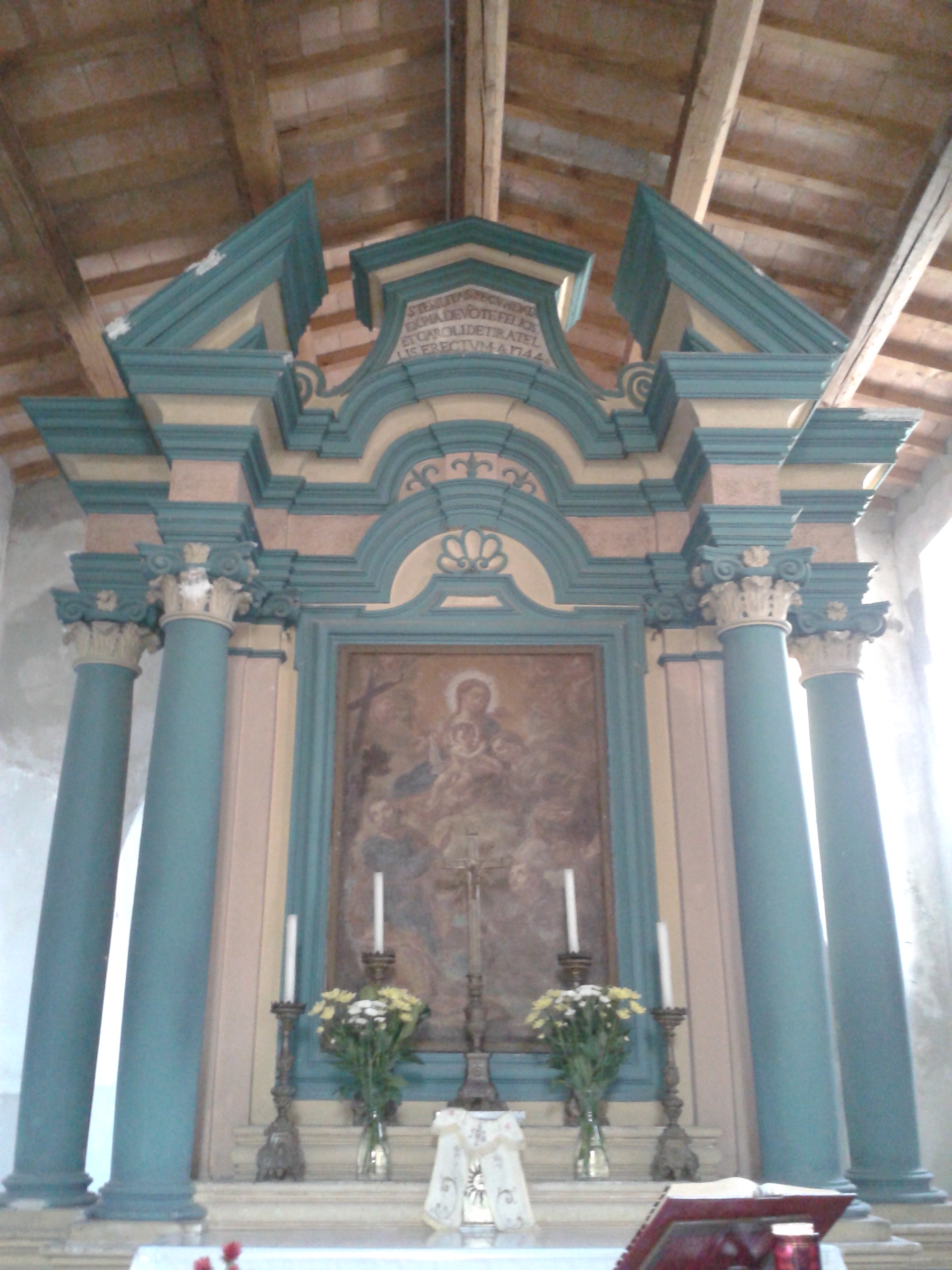
Altare maggiore.
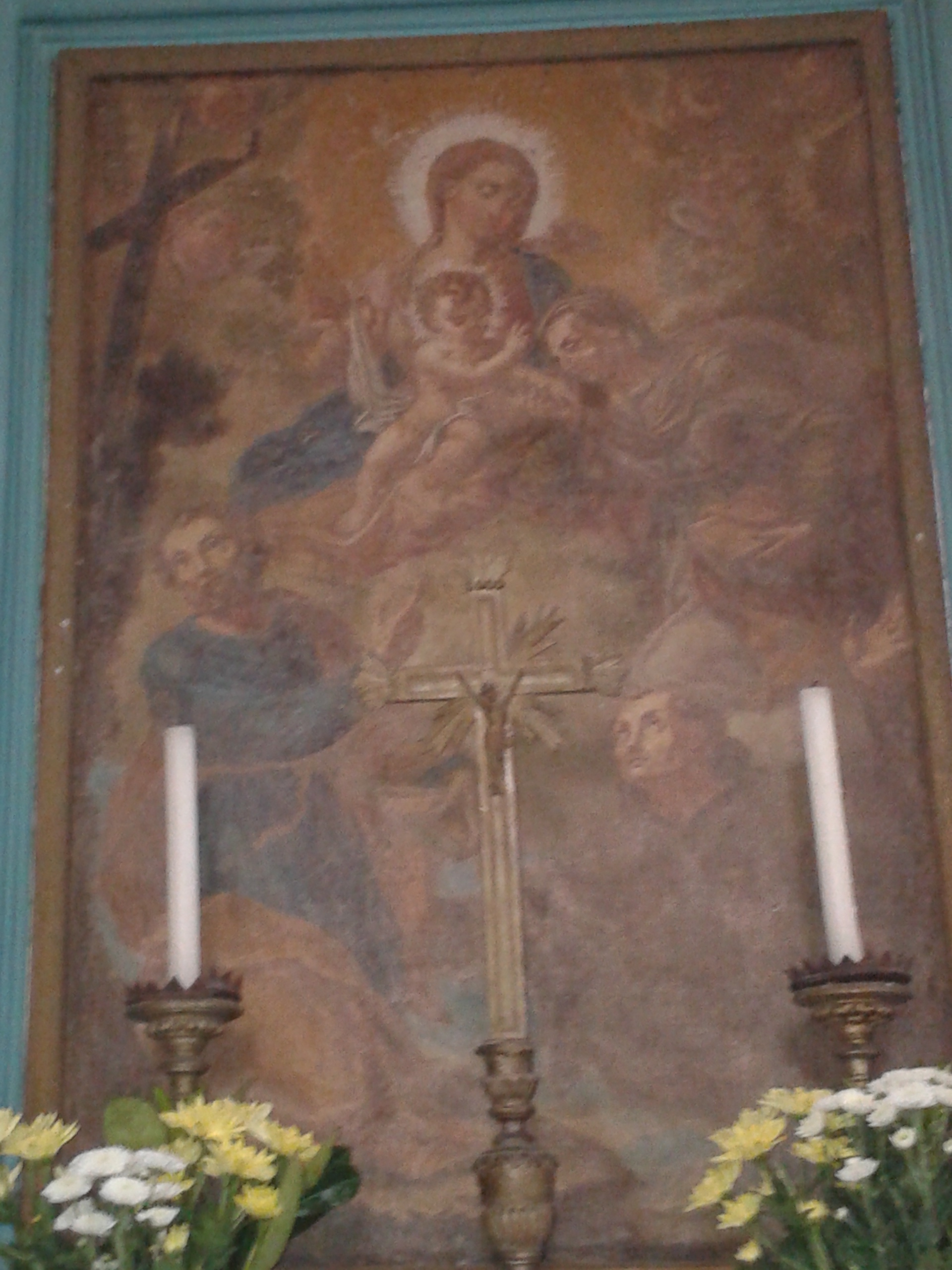
Anton Maria Garbi, Madonna col Bambino, Sant'Anna, San Gioacchino e San Francesco.
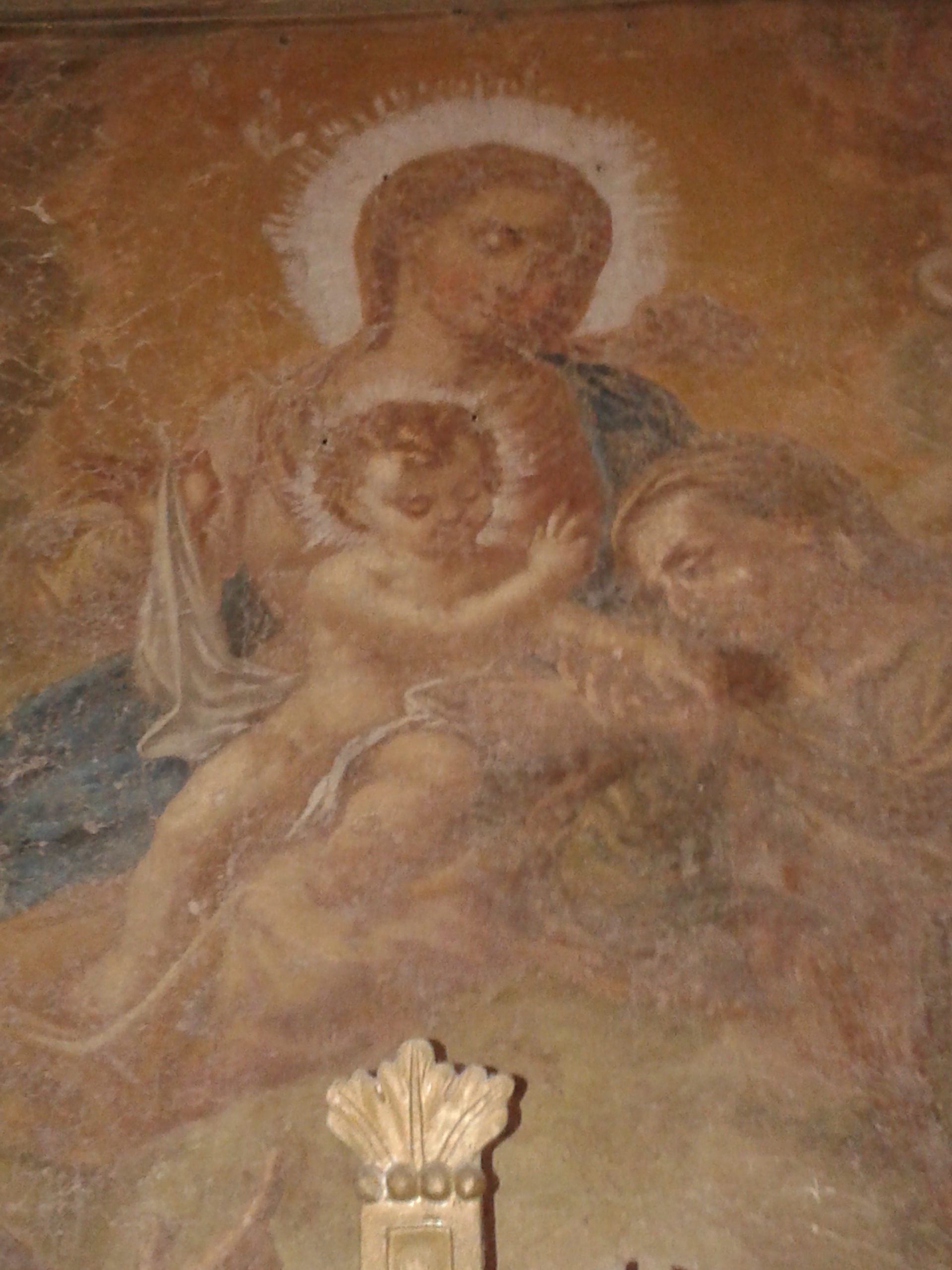
Particolare della Madonna e il Bambino che benedice Sant'Anna.
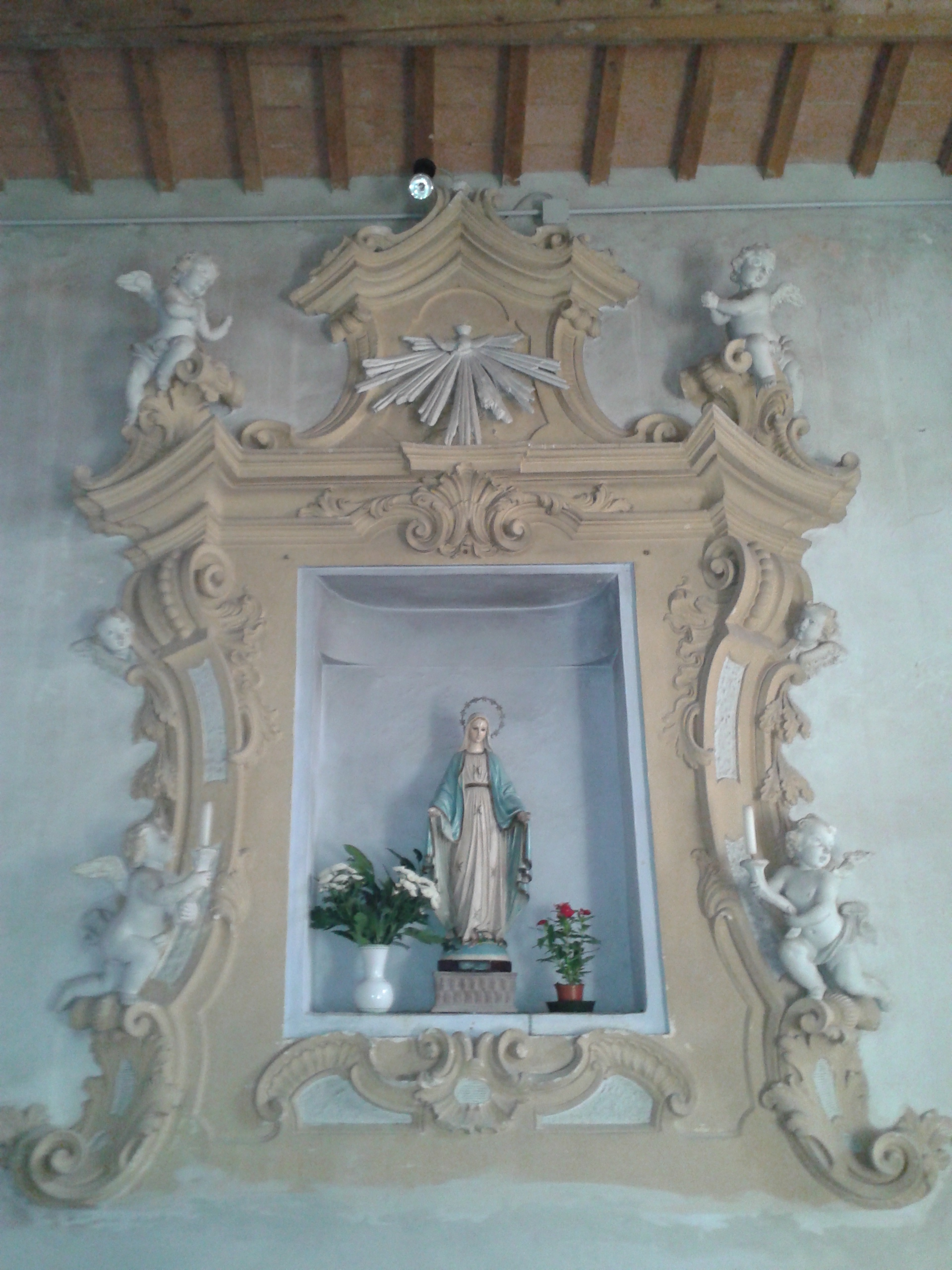
Nicchia laterale di destra.
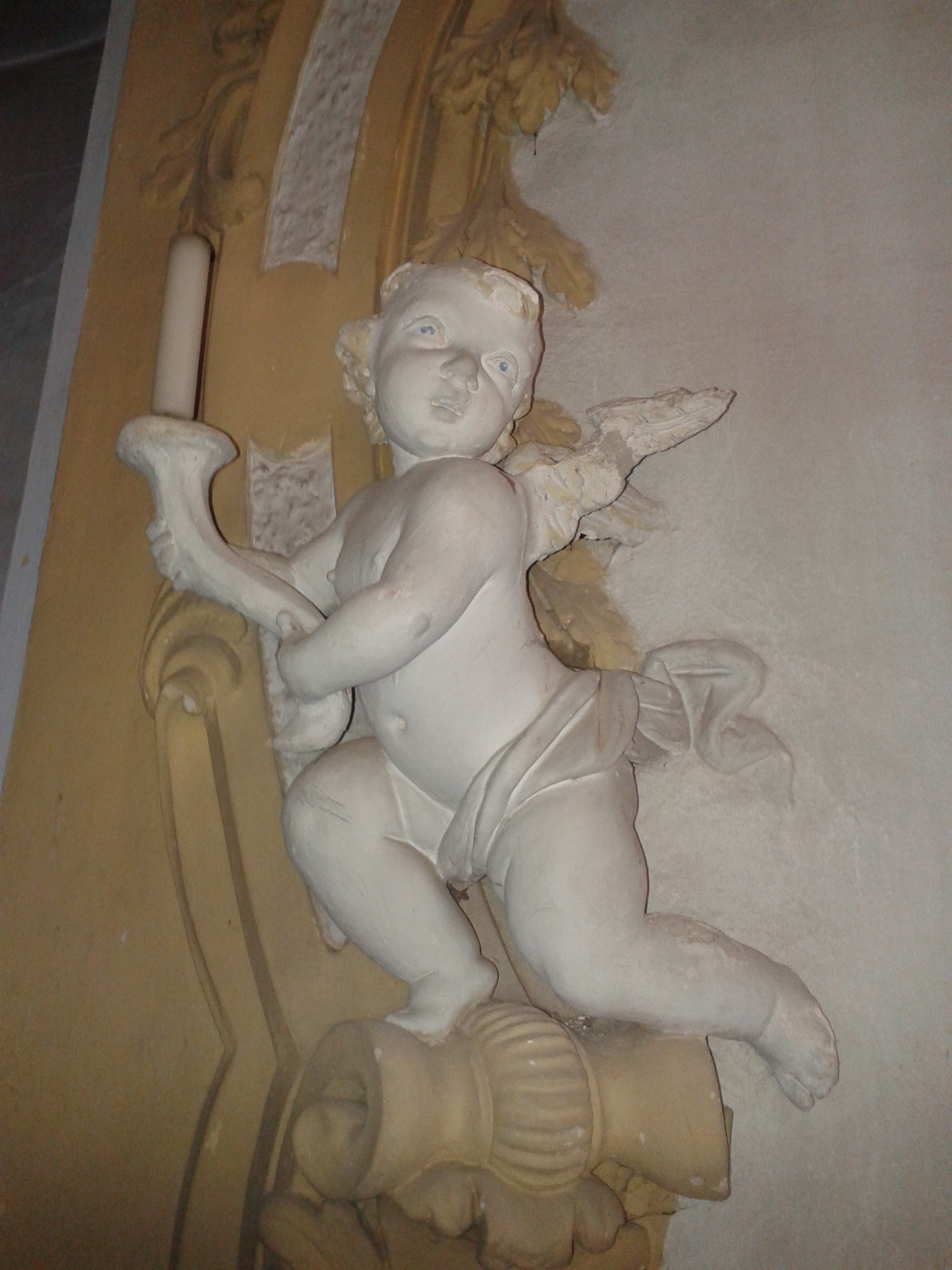
Angioletto di destra della nicchia laterale di destra.
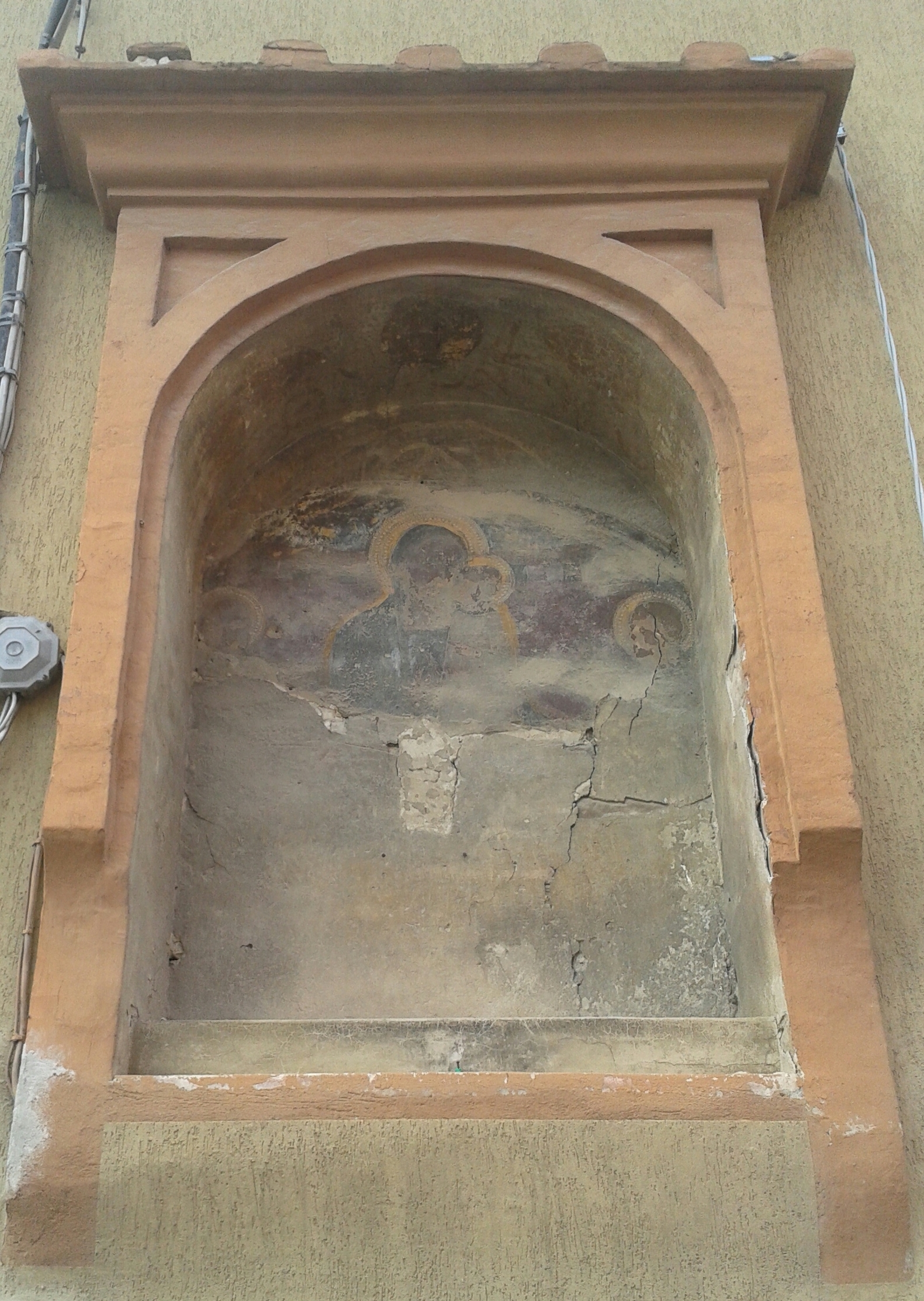
Madonna col Bambino tra due santi.